# Аеропорт Бранденбург — Термінал 1-2 (станція)
52°21′51″ пн. ш. 13°30′29″ сх. д. / 52.3642841° пн. ш. 13.5081573° сх. д.
Аеропорт Бранденбург — Термінал 1-2 (нім. Bahnhof Flughafen BER – Terminal 1-2) — залізнична станція, розташована під головним терміналом аеропорту Берлін-Бранденбург, Німеччина, що обслуговує термінали 1 і 2, а станція Аеропорт Бранденбург — Термінал 5 обслуговує термінал 5. Поїздами управляє Deutsche Bahn, що здійснює міжміські та регіональні перевезення, а S-Bahn Berlin — приміські.

## Огляд
Станція розташована в тунелі завдовжки 3,1 км на залізниці Глазовер-Дамм-Ост — Бонсдорф-Зюд і залізниці Грюнау-Кросс – аеропорт Берлін-Бранденбург, обидві відгалужуються від залізниці Берлін — Герліц; залізниця залізниця Глазовер-Дамм-Ост — Бонсдорф-Зюд також відгалужується від Берлінського зовнішнього кільця. Знаходиться на території муніципалітету Шенефельд, неподалік від Берліна.

## Історія
Будівництво станції розпочато в 2007 році, а будівництво тунелів було завершено 25 червня 2009 року. 
Станцію передали Deutsche Bahn 30 березня 2010 року і електрифіковано з 7 червня 2011 року 

Поки аеропорт не працював, тунелями їздили порожні потяги, щоб вигнати вологу. 

DB зрештою подала до суду на аеропорт про відшкодування збитків через невикористану станцію. 
Станцію було відкрито для регулярних пасажирських перевезень 26 жовтня 2020 року 

за кілька днів до відкриття аеропорту.
Станцію обслуговують Berlin S-Bahn, Regional-Express та InterCity. 
Станція знаходиться безпосередньо під терміналом аеропорту і має шість платформ. 
Дві з них є кінцевими платформами для ліній S-Bahn S9 і S45. 

Аеропорт сполучений зі станцією Берлін-Головний RE 9 Airport Express, час у дорозі 29 хвилин, а також повільніше регіональне та приміське сполучення. Оновлення залізниці Берлін — Дрезден дозволить поліпшити трафік «Regional-Express» та «InterCity» в 2020-х роках.

## Послуги
Станція обслуговує потяги:
- IC 17: Дрезден – Берлін-Бранденбург-Аеропорт – Берлін-Головний – Росток – Варнемюнде (every 2 hours)
- FEX: Берлін-Головний – Берлін-Гезундбруннен – Берлін-Осткройц – Берлін-Бранденбург-Аеропорт
- RE 7: Дессау – Бад-Бельциг – Мігендорф – Берлін – Берлін-Бранденбург-Аеропорт – Вюнсдорф-Вальдштадт
- RB 14: Науен – Фалькензе – Берлін – Берлін-Бранденбург-Аеропорт
- RB 22: (Берлін-Фрідріхштрасе –) Потсдам – Гольм – Зармунд – Берлін-Бранденбург-Аеропорт - Кенігс-Вустераузен
- S45: Берлін-Бранденбург-Аеропорт – Шеневайде – Нойкелльн – Зюдкройц
- S9: Берлін-Бранденбург-Аеропорт – Шеневайде – Остбангоф – Александерплац – Берлін-Головний – Весткройц – Шпандау